# موسوعة مصر القديمة
موسوعة مصر القديمة هي موسوعة تاريخية ضخمة من تأليف عالم الآثار المصري الرائد الدكتور سليم حسن (8 إبريل 1893 ميت ناجي ، ميت غمر ، الدقهلية- 29 سبتمبر 1961 القاهرة) ، الذي يعتبر ثاني عالم آثار مصري يساهم في تأسيس علم المصريات باللغة العربية بعد أحمد كمال باشا  ، و قد بدأ تأليفها بعد إحالته للمعاش و هو في السادسة و الأربعين من العمر فقط نتيجة خلاف بينه و بين القصر الملكي على مجموعة قطع أثرية طالب بها الملك فاروق بعد أن أعادها الملك فؤاد لتعرض في متحف القاهرة ، و هذه الموسوعة تعتبر الموسوعة الوحيدة المتكاملة في التاريخ المصري القديم التي وضعها و ألفها عالم واحد بمفرده ، و قد تناول فيها شرحاً دقيقاً و تحليلاً مستفيضاً عن مراحل الحضارة المصرية منذ عصور ما قبل الأسرات إلى قرب نهاية العصر البطلمي ، و ذلك في 16 عشر جزءاً اضيف لها في طبعة مكتبة الأسرة ضمن مهرجان القراءة للجميع عام 2000 جزئين إضافيين هما كتاب الأدب المصري القديم ليصبح عدد مجلدات الموسوعة 18 مجلداً.

## أجزاء الموسوعة
1. المجلد الأول : من عصور ما قبل التاريخ إلى العصر الإهناسي.
2. المجلد الثاني : في مدنية مصر و ثقافتها في الدولة القديمة و العهد الإهناسي.
3. المجلد الثالث : العصر الذهبي في تاريخ الدولة الوسطي و مدنيتها و علاقتها بالسودان و الأقطار الآسياوية و ليبيا.
4. المجلد الرابع : عهد الهكسوس و تأسيس الإمبراطورية.
5. المجلد الخامس : السيادة العالمية و التوحيد.
6. المجلد السادس : عصر رمسيس الثاني و قيام الإمبراطورية الثانية.
7. المجلد السابع : عصر مرنبتاح ورمسيس الثالث و لمحة في تاريخ ليبيا.
8. المجلد الثامن : نهاية عصر الرعامسة و قيام دولة الكهنة بطيبة في عهد الأسرة الواحدة و العشرين.
9. المجلد التاسع : نهاية الأسرة الواحدة و العشرين و حكم دولة الليبيين لمصر حتى بداية العهد الأثيوبي و لمحة في تاريخ العبرانيين.
10. المجلد العاشر : تاريخ السودان المقارن إلى أوائل عهد بيعنخي.
11. المجلد الحادي عشر : تاريخ مصر و السودان من أوائل عهد بيعنخي حتى نهاية الأسرة الخامسة و العشرين و لمحة في تاريخ آشور.
12. المجلد الثاني عشر : عصر النهضة المصرية و لمحة في تاريخ الإغريق.
13. المجلد الثالث عشر : من العهد الفارسي إلى دخول الإسكندر الأكبر مصر.
14. المجلد الرابع عشر : الإسكندر الأكبر و بداية عهد البطالمة في مصر.
15. المجلد الخامس عشر : من أوائل عهد بطليموس الثاني إلى آخر عهد بطليموس الرابع.
16. المجلد السادس عشر : من عهد بطليموس الخامس إلى نهاية عهد بطليموس السابع.
17. المجلد السابع عشر : الأدب المصري القديم - الجزء الأول في القصة و الحكم و الأمثال و التأملات و الرسائل الأدبية.
18. المجلد الثامن عشر : الأدب المصري القديم - الجزء الثاني في الشعر و فنونه و المسرح.

## طبعات لها
- 1957 : مطبعة جامعة القاهرة.
- 1994 : الهيئة العامة المصرية للكتاب.
- 2000 : الهيئة العامة المصرية للكتاب - مكتبة الأسرة.
- 2001 : الهيئة العامة المصرية للكتاب - مكتبة الأسرة.

## الهوامش
1. ↑  موسوعة مصر القديمة - دكتور سليم حسن - الجزء الأول - المقدمة بقلم مختار السويفي - صـ أ
2. ↑  موسوعة مصر القديمة - دكتور سليم حسن - الجزء الأول - المقدمة بقلم مختار السويفي - صـ ج
3. ↑  موسوعة مصر القديمة - دكتور سليم حسن - الجزء الأول - المقدمة بقلم مختار السويفي - صـ د